# Outokumpu
Outokumpu [ˈɔu̯tɔkumpu] är en stad i landskapet Norra Karelen i Finland. Outokumpu har 6 506 invånare och har en yta på 584,05 km². Staden är en enspråkigt finsk kommun. Grannkommuner är Heinävesi, Kaavi, Libelits, Polvijärvi och Tuusniemi.

## Namn
Namnet Outokumpu betyder ”märklig kulle” på svenska. Kommunens namn ändrades 1 januari 1968 från Kuusjärvi till Outokumpu.

## Styre och politik

### Mandatfördelning i Outokumpu kommun, valen 1976–2021
| 7 | 13 |  | 6 | 3 |  | 4 |

| 7 | 14 |  | 6 | 2 | 5 |

| 5 | 13 | 2 | 9 |  | 5 |

| 5 | 12 | 2 | 9 | 2 | 5 |

| 7 | 13 |  |  | 7 | 3 | 3 |

| 7 | 12 | 9 | 3 | 4 |

| 5 | 9 | 5 | 9 | 3 | 4 |

| 4 | 8 | 3 |  | 8 |  | 2 |

| 14 | 13 |

| 5 | 7 |  | 2 | 8 |  | 3 |

| 16 | 11 |

| 4 | 5 |  |  | 4 | 9 |  | 2 |

| 16 | 11 |

| 4 | 7 | 4 | 9 |  | 2 |

| 11 | 16 |

| 4 | 6 | 5 |  | 8 |  | 2 |

| 15 | 12 |

### Vänorter
Outokumpu har två vänorter:
- Kohtla-Järve, Estland
- Schöningen, Tyskland

## Ekonomi och infrastruktur

### Malmfält
I kommunen finns Outokumpu malmfält, där det fram till 1989 bröts nickel‐, kobolt‐ och kopparmalm. Där har bolaget Outokumpu Abp sitt ursprung.

## Demografi
| Befolkningsutvecklingen i Outokumpu stad 1975–2020                                                           | Befolkningsutvecklingen i Outokumpu stad 1975–2020 | Befolkningsutvecklingen i Outokumpu stad 1975–2020 | Befolkningsutvecklingen i Outokumpu stad 1975–2020 | Befolkningsutvecklingen i Outokumpu stad 1975–2020 |
| --- | -------------------------------------------------- | -------------------------------------------------- | -------------------------------------------------- | -------------------------------------------------- |
| |                                                    |                                                    |                                                    |                                                    |
| År |                                                    |                                                    | Folkmängd                                          |                                                    |
| 1975 | 1975                                               |                                                    | 10 522                                             |                                                    |
| 1980 | 1980                                               |                                                    | 10 312                                             |                                                    |
| 1985 | 1985                                               |                                                    | 9 678                                              |                                                    |
| 1990 | 1990                                               |                                                    | 9 307                                              |                                                    |
| 1995 | 1995                                               |                                                    | 8 887                                              |                                                    |
| 2000 | 2000                                               |                                                    | 8 155                                              |                                                    |
| 2005 | 2005                                               |                                                    | 7 758                                              |                                                    |
| 2010 | 2010                                               |                                                    | 7 411                                              |                                                    |
| 2015 | 2015                                               |                                                    | 7 139                                              |                                                    |
| 2020 | 2020                                               |                                                    | 6 552                                              |                                                    |
| Anm: Uppgifterna avser förhållandena den 31 december nämnda år enligt områdesindelningen den 1 januari 2022. |                                                    |                                                    |                                                    |                                                    |